# Spanglish
A spanglish (az angol Spanish és English szavak összevonásából), spanyolul szintén ingañol, espanglés vagy espanglis, Mexikóban pochismo, az Amerikai Egyesült Államok spanyol–angol kétnyelvűségben élő latin közössége által a mindennapi érintkezésben használt – többnyire spanyol alapú – keveréknyelv.
A kifejezés nyelvészetileg nem túl precíz, ugyanis alapvetően két eltérő nyelvi jelenségre utal:
- kétnyelvű beszélők között a másik nyelvből átvett szavak használatára, miközben anyanyelvüket beszélik (vagyis tulajdonképpen jövevényszavakról van szó, ami egy nyelv fejlődését tekintve teljesen természetes), valamint
- a spontán nyelvi kódváltásra (amely már egy teljesen különböző jelenség).

Ugyanakkor az angol nyelvű beszélők a spanyol szavakkal kevert angolt, míg a spanyol anyanyelvűek az angollal kevert spanyolt nevezik spanglishnek.

## Kialakulása
Azon kétnyelvű beszélők között, akik az egyiket még – vagy már – nem beszélik teljesen tökéletesen, gyakori jelenség a spontán kódváltás beszéd közben, egyik nyelvről a másikra. A jelenség nem tudatos, és általában azokon a területeken fordul elő az Egyesült Államokban, ahol nagy számú spanyol bevándorló él, illetve a népességmozgások következésben Mexikó és Puerto Rico bizonyos területein is.
Mexikóban az ilyen beszélőt, pontosabban azt, aki nem tudja tökéletesen kifejezni magát kasztíliai spanyol nyelven és helyette időnként – akár tudálékosságból is – angol szavakat használ, lenézik és pochonak („fakó”) nevezik. Ez gyakran megesik a Mexikóból az Egyesült Államokba emigrált és hosszú időt ott töltött lakosokkal, akik visszatérnek hazájukba, már nem tökéletes spanyol tudással.

## Jellemzői
A két nyelv közötti keveredés lehet teljes („tiszta”) és részleges: az előbbi esetben a mondat egy része csak angol elemekből áll, és a szószerkesztés is az angol nyelvtani szabályok szerint történik; az utóbbiban angol szavakat spanyolosítanak, vagyis a szótő az angolból származik, míg a végződés és a ragozás a spanyol szabályok szerint történik (pl. parquear ’parkol’). Ebből kifolyólag szintén gyakori a hamis barátok előfordulása is, vagyis a beszélő az adott fogalomra egy olyan szót használ, amely alakilag nagyon hasonlít a másik nyelv szavára, azonban a „tiszta” nyelvben teljesen más a jelentése (pl. vacunar la carpeta az angol vacuum the carpet nyomán, ’felporszívózni a szőnyeget’: spanyolul a vacunar valódi jelentése ’beoltani’, a carpeta pedig ’tárca’).

## Példák

### Spanglish párbeszédek
(Az angol elemek vastagon szedve)
- Anita: Hola, good morning, cómo estás?
- Mark: Fine, y tú?
- Anita: Todo bien. Pero tuve problemas parqueando my car this morning.
- Mark: Sí, I know. Siempre hay problemas parqueando in el área at this time.

- Sofía: Hola, good afternoon, como estás?
- Álvaro: Fine… y tú?
- Sofía: Todo normal, en mi school estuve pensando en cuánto ruleas.
- Álvaro: Wow… quién lo diría… tú también ruleas, eh!

- Mike:  Qué onda, entonces qué? Te wacho en el party? Recuerda que es no cover.
- Maria: Of course, pasas a mi house por mí.
- Mike:  OK. Entonces ahí nos wachamos my darling.

### Spanglish szójegyzék
| Angolul                                       | Spanyolul                                              | Spanglishül                            |
| --------------------------------------------- | ------------------------------------------------------ | -------------------------------------- |
| See you!                                      | Hasta luego                                            | Te veo                                 |
| watch TV                                      | ver la TV                                              | watch la TV wachar la tv               |
| I'm going to the movies                       | voy al cine                                            | voy a las vistas                       |
| pipe                                          | tubo                                                   | paipa                                  |
| appointment                                   | cita                                                   | apointment                             |
| to park a car (I park) (you park)             | estacionar un coche (estaciono) (estacionas)           | parquear el carro (parqueo) (parqueas) |
| market                                        | mercado                                                | marqueta                               |
| vacuum the carpet                             | aspirar la alfombra                                    | vacunar la carpeta                     |
| mop                                           | trapear                                                | mopear mapear                          |
| I call you back                               | te vuelvo a llamar                                     | te llamo para atrás                    |
| the roof of the building                      | el techo del edificio                                  | el ruf del bíldin                      |
| brakes                                        | los frenos                                             | los brakes las brekas                  |
| to cool (I cool) (you cool)                   | enfriar (enfrío) (enfrías)                             | culear (culeo) (culeas)                |
| to go shopping                                | ir de compras                                          | ir de shopping                         |
| to enjoy (I enjoy) (you enjoy)                | divertirse (me divierto) (te diviertes)                | enjoyar (enjoyo) (enjoyas)             |
| free (by the face)                            | gratis (por la cara)                                   | baidefeis                              |
| watchman                                      | vigilante                                              | guachimán                              |
| highway                                       | autopista                                              | jaigüey                                |
| play it cool                                  | tomárselo con calma                                    | jugársela frío                         |
| no way                                        | de ninguna manera                                      | nogüey                                 |
| tough                                         | duro                                                   | tof                                    |
| truck                                         | camión                                                 | troka                                  |
| dishes                                        | platos                                                 | diches                                 |
| to load                                       | cargar                                                 | lodear                                 |
| microwaves                                    | microondas                                             | microgüei                              |
| mowing the yard                               | podar el césped                                        | cortar la yarda                        |
| sockpuppet (puppet)                           | títere (marioneta)                                     | soquepupet                             |
| one more time (again)                         | otra vez (de nuevo)                                    | uanmortaim (eguén)                     |
| to agree (I agree) (you agree)                | estar de acuerdo (estoy de acuerdo) (estás de acuerdo) | agriar (agrío) (agrias)                |
| to see (I see) (you see)                      | ver (veo) (ves)                                        | siir (sío) (sias)                      |
| to believe (I believe) (you believe)          | creer (creo) (crees)                                   | bilivar (bilivo) (bilivas)             |
| to disappoint (I disappoint) (you disappoint) | decepcionar (decepciono) (decepcionas)                 | disapuntar (disapunto) (disapuntas)    |
| to mean (I mean) (you mean)                   | querer decir (quiero decir) (quieres decir)            | minar (mino) (minas)                   |
| to argue (I argue) (you argue)                | discutir (discuto) (discutes)                          | arguar (argúo) (arguas)                |
| shovel                                        | pala                                                   | chobela                                |
| insurance                                     | seguro                                                 | aseguranza                             |
| sweater                                       | sudadera                                               | suera                                  |
| I go back                                     | regreso                                                | voy para atrás                         |
| Painting                                      | pintando                                               | Paintiando                             |

## Fordítás
- Ez a szócikk részben vagy egészben  a   Spanglish című angol Wikipédia-szócikk fordításán alapul.  Az eredeti cikk szerkesztőit annak laptörténete sorolja fel. Ez a jelzés csupán a megfogalmazás eredetét és a szerzői jogokat jelzi, nem szolgál a cikkben szereplő információk forrásmegjelöléseként. (angol)
- Ez a szócikk részben vagy egészben  a   Spanglish című spanyol Wikipédia-szócikk fordításán alapul.  Az eredeti cikk szerkesztőit annak laptörténete sorolja fel. Ez a jelzés csupán a megfogalmazás eredetét és a szerzői jogokat jelzi, nem szolgál a cikkben szereplő információk forrásmegjelöléseként. (spanyol)